# Andrzej Paczos
Andrzej Paczos (ur. 14 października 1942 w Lublinie, zm. w latach 90. XX wieku) – polski działacz partyjny i państwowy, ekonomista, dyplomata, podsekretarz stanu w Ministerstwie Pracy, Płac i Spraw Socjalnych (1984–1987).

## Życiorys
Syn Stanisława i Genowefy. Absolwent Wydziału Handlu Szkoły Głównej Planowania i Statystyki (1965). Kształcił się podyplomowo w ramach studium ekonometrycznych metod planowania i zarządzania w gospodarce socjalistycznej przy Komitecie Warszawskim PZPR (1969), studium podyplomowego organizacji i kierowania dla kadry kierowniczej administracji państwowej w Instytucie Organizacji i Kierowania Uniwersytetu Warszawskiego i Polskiej Akademii Nauk (1976) oraz Akademii Gospodarstwa Ludowego przy Radzie Ministrów Związku Sowieckiego (1986).
W 1962 wstąpił do Polskiej Zjednoczonej Partii Robotniczej. Od 1965 pracował w Zarządzie Głównym Związku Zawodowego Pracowników Handlu i Spółdzielczości jako starszy inspektor i asystent przewodniczącego. Od 1970 zatrudniony w Komisji Planowania przy Radzie Ministrów, gdzie rozpoczął pracę od starszego radcy w Zespole Zatrudnienia i Płac, a w latach 1982–1984 kierował Zespołem Systemów Regulujących. Od lipca 1984 do października 1987 był podsekretarzem stanu w Ministerstwie Pracy, Płac i Spraw Socjalnych. W 1988 mianowany radcą ds. zatrudnienia w ambasadzie PRL w Berlinie (NRD).

## Odznaczenia
W 1996 odznaczony pośmiertnie Krzyżem Kawalerskim Orderu Odrodzenia Polski za wybitne zasługi dla rozwoju bankowości.